# Лордан Зафрановић
Лордан Зафрановић (Маслиница, Шолта, 11. фебруар 1944) је југословенски и хрватски режисер.

## Живот
Дипломирао је књижевност и ликовну уметност на Педагошкој академији у Сплиту. После тога студирао је и дипломирао филм и режију у Прагу, на ФАМУ (један из групе југословенских режисера познатих по називу „Прашка школа“). Његови најбољи филмови су прожети снажном осудом: национализма, ратних злочина и геноцида у Другом светском рату.
Као млад је са филмском екипом у вријеме Југославије радио на снимању близу усташког логора Јасеновац, гдје се први пут сусрео са архивском филмском грађом, фотографијама, свједочењима и документима о усташким злочинима. У једночасовном интервјуу који је 2011. дао за Радио-телевизију Републике Српске, изјавио је да је овај сусрет са усташким злочинима у Јасеновцу на њега оставио „страховит утисак“, што је обиљежило његову каријеру и навело га да сними Окупацију у 26 слика, Крв и пепео Јасеновца (1983), Пад Италије, Вечерња звона, „Залазак столећа / Тестамент Л. З.“ и друге.
Снимао је суђење усташи Андрији Артуковићу 1986, што га је у вријеме доласка ХДЗ на власт довело у сукоб са Фрањом Туђманом. У интервјуу за РТРС 2011. је изјавио да се 1989. и 1990. вратио велики број усташа у Југославију, те да је дошло до масовне смјене запослених у тадашњој Радио-телевизији Загреб. Ово га је онемогућило да заврши филм о суђењу Андрији Артуковићу. Са Фрањом Туђманом је дошао у сукоб 1989. и 1990. око броја жртава у усташком логору Јасеновац. Зафрановић је том приликом Туђмана назвао „историчарем аматером“. Пошто је 1991. страховао да ће његов филм бити уништен, узео је негатив филма о суђењу Андрији Артуковићу и уз помоћ пријатеља отишао у Словенију, а одатле у Беч па Клагенфурт, затим у Париз, да би се поново вратио у Беч и Праг гдје је завршио филм. Према његовим ријечима, због филма о суђењу Андрији Артуковићу је на њега „покренут лов“ и „позив на ликвидацију“ у јавним медијима Хрватске. Због документарног филма „Крв и пепео Јасеновца”, Фрањо Туђман га је прогласио „непријатељем хрватског народа“.
Зафрановић од 1991. живи у Прагу, а приликом примања награде Лифка 2011. је изјавио да је почео да се враћа у Хрватску, али да и даље живи на релацији Праг-Загреб.

## Награде
Добитник је многих награда, између осталог добио је и признање Златна арена за режију у Пули 1986. године и награду за животно дело Мартовског фестивала. Јуна 2024. додељена му је чешка награда „Trebbia”.

## Филмови
| 1969. | Недеља                             |
| 1972. | Убиство у ноћном возу              |
| 1973. | Кроника једног злочина             |
| 1975. | Муке по Мати                       |
| 1978. | Окупација у 26 слика               |
| 1981. | Пад Италије                        |
| 1983. | Крв и пепео Јасеновца              |
| 1984. | Ујед анђела                        |
| 1986. | Вечерња звона                      |
| 1988. | Халоа — празник курви              |
| 1994. | Залазак стољећа / Тестамент Л. З.  |
| 1995. | Освета је моја                     |
| 2011. | Тито: Посљедњи свједоци тестамента |
| 2024. | Златни рез 42 - у припреми         |